# Malicia (cómic)
Malicia es el nombre de cuatro personajes que aparecen en los cómics publicados por Marvel Comics. La Malicia original era una enemiga de Erik Killmonger, una aliada de la Pantera Negra. La segunda fue una efímera aliada de Ghost Rider. Las últimas dos heroínas que llevan el nombre de Malicia son entidades incorpóreas, la primera de ellas posee a la Mujer Invisible de Los 4 Fantásticos y la segunda es una mutante malvada que aparece en los cómics de X-Men.
Lupita Nyong'o interpreta a Nakia en la película del Universo Cinematográfico de Marvel Black Panther (2018) y en Black Panther: Wakanda Forever (2022).

## Malicia (ayudante de Erik Killmonger)
La primera Malicia fue una de las aliadas mutadas de Killmonger durante su batalla por el trono de Wakanda. Su primera aparición fue en Jungle Action Vol. 2, #8 (enero 1974). Luchó contra Pantera Negra junto a Venom, Lord Karnaj, Barón Macabro y otros. Ella era una mutante wakandiana con fuerza, velocidad y agilidad sobrehumanas y finalmente fue derrotada junto con el resto de villanos participantes en el golpe.

## Nakia
Una segunda Malicia relacionada con las Panteras Negras llamada Nakia, fue presentado en Black Panther Vol. 3 # 1 (noviembre de 1998) y fue creado por Christopher Priest y Mark Texeira.
Desde que era una niña, Nakia de la tribu del pantano del Valle Q'Noma, fue escogida por sus ancianos tribales para ser de la Dora Milaje de Wakanda, "Adored Ones" o esposas en entrenamiento y pasó 3 años entrenando antes de ser presentada al Rey llamado T'Challa; Apenas una adolescente, instantáneamente se enamoró de él, aunque él prometió que su papel era puramente ceremonial. Se hizo amiga íntima de Dora Milaje llamada Okoye, quien, a diferencia de ella, se sentía satisfecha por no ser más que su guardaespaldas. La obsesión de Nakia con el Rey T'Challa aumentó dramáticamente cuando Mephisto echó una ilusión sobre T'Challa, causando que besara a Nakia. En consecuencia, se puso celosa de la exnovia estadounidense de T'Challa, Monica Lynne, y conspiró para matarla, pero T'Challa la rescató y desterró a Nakia, causando gran vergüenza en su tribu y Wakanda.
Nakia fue capturada por Achebe y torturada por él hasta que Erik Killmonger vino y la liberó. Erik usó el Altar de la Resurrección sobre ella y en el proceso adquirió habilidades mejoradas. Erik decidió llamarla Malicia después de la anterior. Ella fue tras T'Challa y sus aliadas femeninas y mientras luchaba contra la Reina Divine Justice, mató a una de los aliados de T'Challa, Nicole "Nikki" Adams.
Más tarde se asoció con El Hombre Mono y secuestró a varios de los amigos de T'Challa envenenándolos por venganza. Además, Nakia también planeó matar a Monica y Dakota North, creyendo que este último también era uno de los amantes de T'Challa. Al final, T'Challa frustra el plan de Nakia, que logra escapar pero no sin darle el antídoto para sus amigos.
Nakia finalmente regresó durante una misión en la que participó Everett K. Ross. Cuando Ross es capturado y torturado por Hatut Zeraze (Perros de guerra), Nakia interviene para rescatarlo. A pesar de esto, ella todavía está en el exilio de la Dora Milaje.

## Malicia (enemiga de Ghost Rider)
La segunda villana en llevar el nombre de Malicia apareció por primera vez en Ghost Rider #25 (agosto de 1977). Una cazafocos por naturaleza, Malicia se aseguró de que su aparición fuera bien televisada. Quemó un museo de cera y dejó morir a una mujer mientras robaba un banco junto a su Arranca Bóvedas, uno de los muchos dispositivos con los que solía aterrorizar a la policía. Mientras que su identidad secreta no se conoce, hay sugerencias de que Malicia era una persona rica pues conducía un AC Cobra y se refiería al bosque donde escondía el dinero como su "patrimonio". Fue arrestada después de ser derrotada por el Motorista Fantasma.

## Malicia (Sue Storm)
Malicia era un aspecto negativo de la propia personalidad de Sue despertado por las manipulaciones del villano Psycho-Man. Malicia conservó los poderes de la Mujer Invisible, pero los usaba de forma más agresiva, creando explosiones y mortales campos de fuerza. Durante su primera aparición, ella fue capaz de utilizar sus poderes para resistir sin siquiera pestañear un golpe directo de Hulka que desconocía su identidad en ese momento y no se había dado cuenta de que solo había golpeado un campo de fuerza. Reed y Johnny solo descubrieron quién era en realidad gracias a los sentidos intensificados de Daredevil, que le hacían percibir como una mancha amorfa alrededor de ella debido al campo de fuerza. Con esta revelación, Reed fue capaz de devolverla a la normalidad provocando un arranque de furia en lugar del artificialmente odio que sentía creado por Psicho-Man, lo que alteró el equilibrio emocional que el equipo del Psycho-Man había ideado para desequilibrarla.
Más tarde, durante la Guerra del Infinito cuando el lado malvado de Adam Warlock, Magus, intentó conquistar el Universo, este utilizó la especie alienígena de los Antropomorfos para crear duplicados malvados de los héroes de la Tierra, Sue incluida. La versión malvada de Sue fue nombrada Malicia también y Sue solo fue capaz de derrotarla encerrándola en su propia mente. Ahora reside en su mente y a veces es capaz de influir en ella y poseerla.
Finalmente, el hijo de la Mujer Invisible, Franklin Richards, expulsó a Malicia de su mente y la introdujo en la mente de Dark Raider, una contrapartida demente del universo alternativo de Míster Fantástico. Malicia fue destruida cuando Raider murió poco después en la Zona Negativa.

## Malicia (Merodeadores)
La supervillana Malicia fue creada por el guionista de los Uncanny X-Men, Chris Claremont. Ella es una malvada mutante miembro de los Merodeadores de Mr. Siniestro. Es un ser incorpóreo, que no tiene cuerpo físico propio y tiene que poseer los cuerpos de los demás. Aquellos a los que posee muestran como una especia de gargantilla con un camafeo alrededor de su cuello. Se desconoce si se trata de un artefacto físico o ilusorio. Su ser saltó a través de una serie de mujeres de los X-Men, incluyendo a Dazzler, Pícara y Tormenta. La voluntad de esta última fue demasiado fuerte y expulsó por la fuerza a Malicia de su cuerpo. Fue engañada por Mr. Siniestro para que poseyera a Lorna Dane, una aliada de los X-Men también conocida como Polaris. Se produjo un efecto secundario y Malicia no lo esperaba; las matrices energéticas de Polaris y Malicia se fusionaron y las dos mujeres quedaron permanentemente unidas. Mr. Siniestro sabía que ocurriría esta unión pero no advirtió a Malicia de esto porque tenía planes específicos para la entidad creada. Mientras poseyó el cuerpo de Polaris, Malicia actuó como líder de campo de los Merodeadores.
Después de que Mr. Siniestro fuera aparentemente asesinado en el crossover de Inferno, Malicia se mantuvo por encima de una Polaris debilitada. Después de que la supuesta media hermana de esta, Zaladane, una sacerdotisa de La Tierra Salvaje donde habitaba el Pueblo del Sol, utilizara la maquinaria del Alto Evolucionador para despojar a Polaris de sus poderes magnéticos y tomarlos como suyos, el proceso también logró finalmente separar a Lorna y Malicia.
Lo que pasara con Malicia después de esto se desconoce pero ella volvió años después para molestar a Polaris una vez más. Poseyó a Havok y trató de matar a Polaris para poder obtener su venganza contra Siniestro, de quien ella estaba tratando de liberarse. Al final este le pidió poseer a Polaris otra vez a sabiendas de que Lorna no se opondría a la posesión tal de salvar a Havok. Sin embargo, por el amor que se tenían, Havok y Polaris intentaron absorber a Malicia cada uno al impidiendo otro ser poseído. Malicia fue luego aparentemente destruida por el propio Siniestro.
Regresa más tarde como una entidad digital en lugar de una psiónica, tomando posesión de Karima Shapandar (Centinela Omega) mediante un virus informático enviado por mensaje de correo electrónico. Emma Frost pronto se dio cuenta de que había otro ser dentro de Omega pero fue, sin embargo, asaltada por sorpresa cuando Malicia le ataca y le seda. Los otros X-Men continuaron siendo desconocedores de esto hasta que fueron atacados por ella junto con el resto de los Nuevos Merodeadores, incluyendo a las traidoras Mística y Lady Mastermind. Más tarde, ella lucha junto a los otros Merodeadores en Flint, Míchigan, contra Iceman y Bala de Cañón ya que ambas partes tratan de obtener los Diarios de Destino.
En X-Men: Complejo de Mesías, Malicia viaja a Cooperstown, Alaska junto con sus compañeros Merodeadores Fuego Solar, Gámbito, Prisma, Machacador, Lady Mastermind y Cazador de Cabelleras. Ellos están tratando de encontrar a un bebé, pero aparece un pequeño ejército de Purificadores y llegan a las manos, devastando la ciudad.
La siguiente vez que aparece, los cinco miembros del grupo de asalto de los X-Men invadieron la base de los Merodeadores y se vio obligado a luchar contra Coloso junto con Arco Voltáico, Frenesí y Unuscione. A continuación se une a Lady Mastermind para acabar con Lobezno lanzando a un Disruptor inconsciente disfrazado de Ángel. Al darse cuenta él del engaño, ella lo golpea con una poderosa explosión de energía de rayos microondas. Mientras le pregunta sobre cómo quiere morir, Rondador Nocturno se teletransporta y la golpea a ella y a Mastermind.
Malicia es posteriormente parte de un pelotón formado por ella misma, Gámbito, Fuego Solar y Vértigo para enfrentarse a Bishop que está a punto de matar al bebé mesías. El equipo logra derrotarlo y ella parece mostrar mucho afecto al bebé y le resulta extraordinario que no tenga miedo en absoluto cuando lo coge en brazos.
Durante la batalla final en la Isla Muir, Malicia junto con casi todos sus compañeros cayó en la emboscada de X-Force. Cuando llegaron otros grupos de héroes mutantes Malicia se enfrentó a los miembros más jóvenes de los Nuevos X-Men, en concreto a Hada quien usó su daga-alma cuando menos se lo esperaba. Parece que la daga exorcizó a Malicia de Centinela Omega dejando a Karima sin memoria de los acontecimientos que tuvieron lugar en las dos últimas semanas y media como un efecto secundario de haber estado poseída.
Malicia desde entonces ha hecho presencia en Nueva York, donde comenzó a poseer a la gente hasta que Cíclope fue capaz de detectarla (algo posible con la ayuda de Cerebra). Mientras la perseguían en un tren subterráneo luchó contra Superior Spider-Man. Fue capaz de poseer a Cíclope durante unos segundos antes de que ella quedara inconsciente por Spider-Man que se llevó a este a su laboratorio y los separó y puso a ella en una caja de contención, que le había dado el líder de X-Men.

## Otras versiones
En la realidad alternativa representada en ¿Y si?, Vol.2, #74 (junio de 1995), una versión de Malicia aparece poseyendo a Madelyne Pryor (un clon de Jean Grey) como miembro de los X-Men de Mr. Siniestro. Aparece con la forma de un collar en el cuello.
Una posible futura versión de Malicia es mostrada en X-Men: El final (escrito por Claremont) que necesitaba ser "canalizada" a través de un huésped (en este caso X-23) mediante la colocación de un collar específico alrededor de su cuello.

## En otros medios

### Televisión
- Susan Richards aparece como Malicia en el episodio "Mundos dentro de mundos" de la serie los Cuatro Fantásticos en 1994. La aparición de Malicia es el resultado de los poderes de Psycho-Man usados para hacer que Susan se volviera contra sus compañeros de equipo. Finalmente, Susan se libera de la influencia de Psicho-Man y lo derrota.
- Nakia tuvo un cameo silencioso en The Avengers: Earth's Mightiest Heroes como parte de la Dora Milaje de T'Challa.

### Película
Lupita Nyong'o interpreta a Nakia en la película Black Panther (2018). Esta versión de Nakia no cumple un papel de villano y es una ex Dora Milaje que se convirtió en espía internacional para Wakanda. Ella una vez tuvo una relación pasada con T'Challa que pareció terminar mutuamente, aunque está claro que todavía sienten algo el uno por el otro. Nakia solo regresa a Wakanda al enterarse de que el padre de T'Challa, T'Chaka, falleció. Ella se queda después de que T'Challa sea coronado rey y le pide que lo acompañe a una de sus misiones, lo que lleva a los principales eventos de la película. Luego, asiste con T'Challa y Okoye ante la captura de Ulysses Klaue en Busan, Corea del Sur, y en su escape, fue salvada por el agente Everett K. Ross al recibir una bala en la espina dorsal y lo llevan a Wakanda para salvarlo a pesar de las políticas habituales del país contra los forasteros. Después de que Erik Kilmonger toma el trono y ordena que las hierbas en forma de corazón que otorgan el poder de la Pantera Negra sean quemadas, Nakia se roba una. A pesar de que la Reina Madre Ramonda insta a Nakia a consumirla para desafiar a Killmonger, Nakia planea ofrecerle a M'Baku de la tribu de la Montaña para que pueda desafiar a Killmonger con su ejército. M'Baku revela que su gente ha salvado a T'Challa, por lo que Nakia le da la hierba, lo sana y restaura sus poderes como la Pantera Negra. Nakia luego asiste en la insurrección contra Killmonger, vistiéndose como un soldado de la Dora Milaje ante la insistencia de Shuri. Al final de la película, Nakia acuerda reanudar su relación con T'Challa y acepta un puesto en el centro de asistencia de Wakanda en California en la ubicación del antiguo departamento de N'Jobu y Killmonger. En una primera escena de los créditos, asiste con T'Challa, Okoye y Ayo a una cumbre de la ONU donde T'Challa promete públicamente la asistencia diplomática y humanitaria de Wakanda para el resto del mundo.

### Videojuegos
Nakia aparece en Lego Marvel Super Heroes 2. Aparece en el contenido descargable de "Black Panther".
En Marvel Rivals Malice es un aspecto cósmetico de Sue Storm